# Rupia dell'Africa Orientale Tedesca
La rupia è stata la valuta dell'Africa Orientale Tedesca tra il 1890 e il 1916, continuando a circolare nel territorio del Tanganica fino al 1920.

## Storia
La rupia indiana era la valuta più utilizzata lungo la costa dell'Africa orientale durante la seconda metà del 19° secolo, dove aveva emarginato il dollaro d'oro americano e il tallero di Maria Teresa. La Compagnia dell'Africa Orientale Tedesca acquisì i diritti di conio per monete nel 1890 ed emise rupie equivalenti alla rupia indiana e allo ryal di Zanzibar. La Compagnia mantenne i diritti di conio anche dopo l'acquisizione dell'Africa Orientale Tedesca da parte del governo nel 1890. Nel 1904 il governo tedesco prese in carico le questioni valutarie e fondò la Deutsch-Ostafrikanische Bank.
Fino al 1904, 1 rupia era suddivisa in 64 pesa (equivalenti al paisa indiano); essa fu decimalizzata il 28 febbraio 1904, suddividendola in 100 heller; allo stesso tempo, fu stabilito un tasso di cambio fisso di 15 rupie = 20 marchi tedeschi.
Tra il 1915 e il 1916, nel periodo della campagna dell'Africa Orientale Tedesca durante la Prima guerra mondiale, furono emesse una serie di banconote di emergenza. Nel 1916 ci fu l'ultima emissione di monete. Nello stesso anno, l'Africa Orientale Tedesca fu occupata dalle forze britanniche e belghe. In Tanganica, la rupia circolò assieme alla rupia dell'Africa orientale fino al 1920, quando entrambe furono sostituite dal Fiorino dell'Africa orientale. In Ruanda-Urundi, il franco congolese sostituì la rupia nel 1916.

## Monete
Nel 1890 furono introdotte monete in rame da 1 pesa e monete in argento da 1 e 2 rupie, seguite l'anno successivo da monete d'argento da ¼ e un ½ di rupia.
Nel 1904, la decimalizzazione portò alla coniazione di monete in bronzo da ½ e 1 heller, seguite nel 1908 da monete in bronzo da 5 heller e monete in cupronichel da 10 heller. Nel 1913 furono introdotte monete da 5 heller in cupronichel forato.
Le emissioni del 1916 furono coniate a Tabora come moneta di emergenza. Vennero emesse monete da 5 heller in ottone e monete da 20 heller in rame e in ottone. Inoltre, furono coniate monete da 15 rupie che contenevano una quantità di oro equivalente a 15 marchi tedeschi.

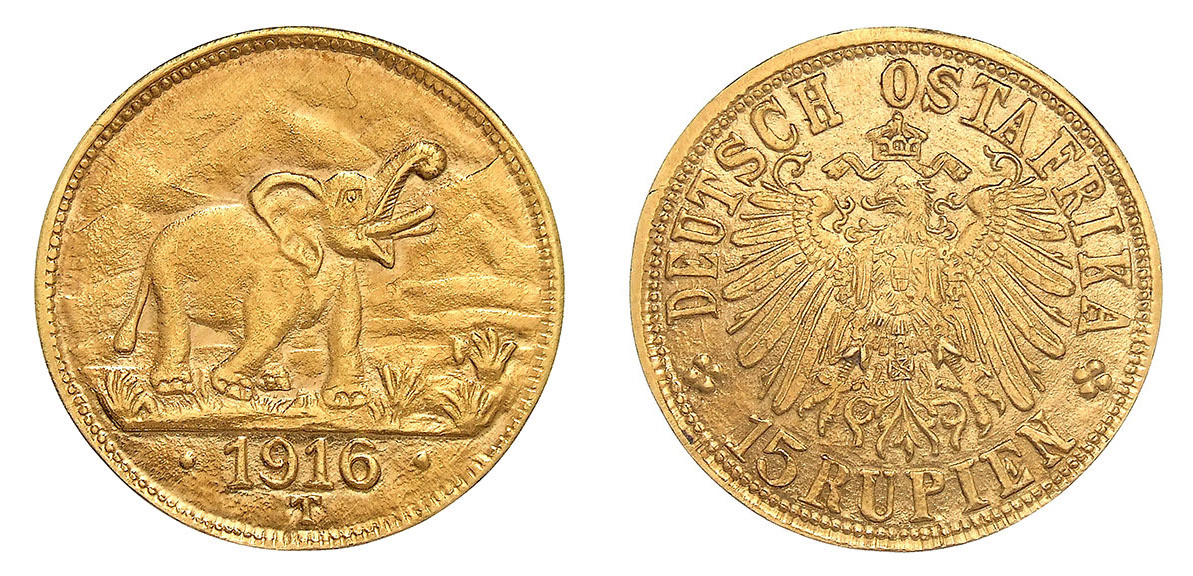
Moneta da 15 rupie del 1916.

## Banconote
Nel 1905, la Deutsch-Ostafrikanische Bank introdusse banconote da: 5, 10, 50 e 100 rupie. Nel 1912, emisero banconote da 500 rupie. Queste emissioni furono prodotte dalla tipografia tedesca Giesecke & Devrient.

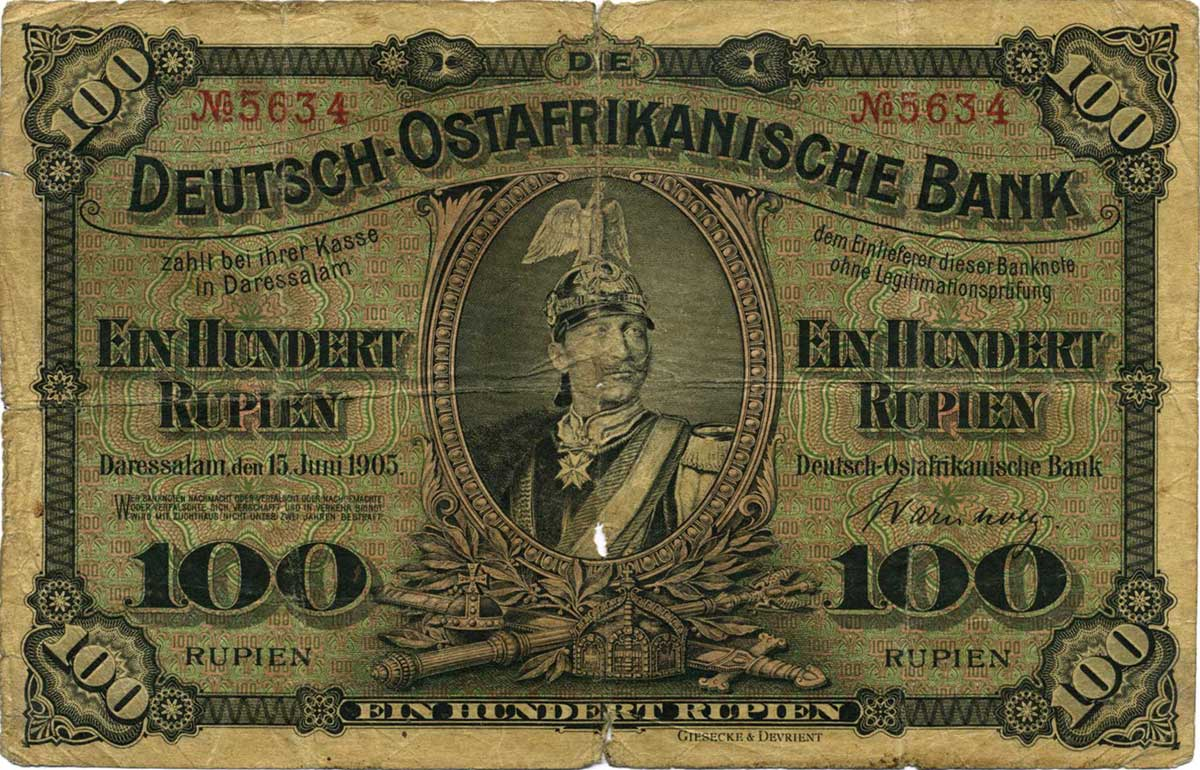
Banconota da 100 rupie del 1905.

### Emissione di emergenza (banconote provvisorie)
L'Africa Orientale Tedesca subì un blocco navale durante la Prima guerra mondiale. Il governo coloniale stipulò un contratto con i tipografi del Deutsch-Ostafrikanische Zeitung, che il 15 marzo 1915 emisero banconote da 20 rupie e più tardi da: 1, 5, 10, 50 e 200 rupie.

Un avvertimento sul retro delle banconote provvisorie afferma che la contraffazione comporterà una pena minima di due anni di lavori forzati. I registri del Tesoro dell'Africa orientale tedesca indicarono che furono stampate quasi 9 milioni di banconote provvisorie.

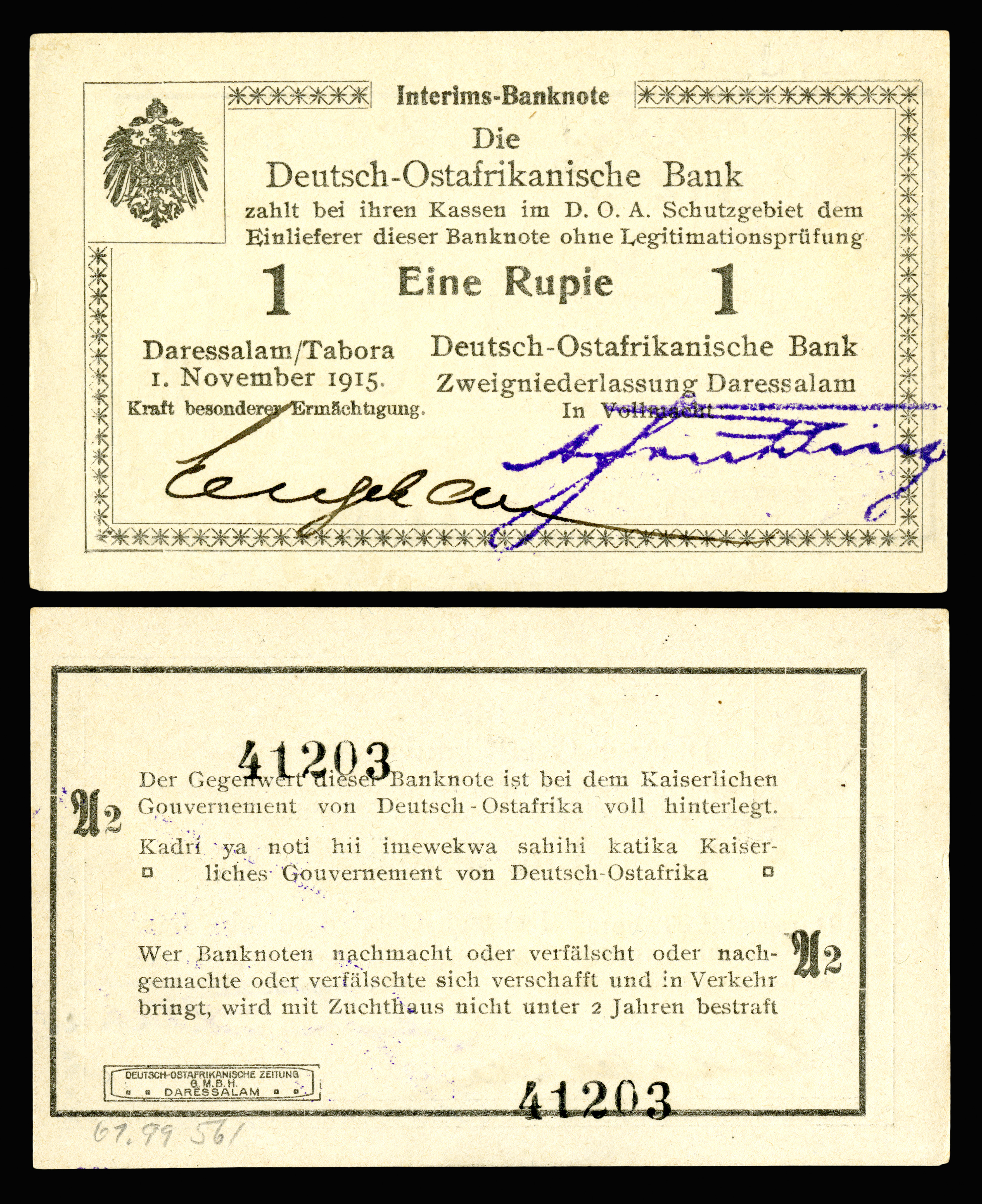
Banconota da 1 rupia del 1915.